# Mrs Richard Brinsley Sheridan
Mrs Richard Brinsley Sheridan är en oljemålning av den engelske konstnären Thomas Gainsborough. Den målades omkring 1785–1787 och ingår sedan 1937 i National Gallery of Arts samlingar i Washington. 
Målningen avbildar Elizabeth Ann Linley (1754–1792), en firad skönhet och sopran som var dotter till Thomas Linley den äldre och från 1773 gift med dramatikern Richard Brinsley Sheridan. Målningen är typisk för Gainsborough; hon är avbildad i helfigur i ett romantiskt och lummigt engelskt parklandskap. Endast det allvarliga ansiktet har målats med fasta konturer. Resten av tavlan är tunn och genomskinlig och ger ett melankoliskt intryck.